# IBM System p
System p is IBM's voorlaatste mid-range serverlijn die gebaseerd is op de POWER5+ processoren. Van medio 2003 tot eind 2006 noemde IBM deze serverlijn de "IBM pSeries"; dit viel grofweg samen met de IBM POWER4 processorlijn. 
Voor die tijd was deze serverlijn voornamelijk bekend onder de aanduiding RS/6000.
Op 2 april 2008 werd bekendgemaakt dat de System p en System i platforms werden samengevoegd tot IBM Power Systems.
De System p serverlijn kan met behulp van twee verschillende besturingssystemen aangestuurd worden: AIX of Linux. 
Het grote verschil met de System i serverlijn, die ook gebaseerd is op de POWER5+ processor architectuur, is dat de laatste naast Linux ook door het i5/OS (voorheen beter bekend als OS/400) besturingssysteem aangestuurd kan worden.
De System p serverlijn bestaat uit verschillende modellen. Sommige staande modellen, maar de meeste zijn zogenaamde 19 inch rack-mount modellen; dat wil zeggen dat ze in een speciale, 19 inch brede 'computerkast' ingebouwd kunnen worden. Dergelijke kasten zijn veelal te vinden in (grote) hallen waar veel servers geplaatst zijn.

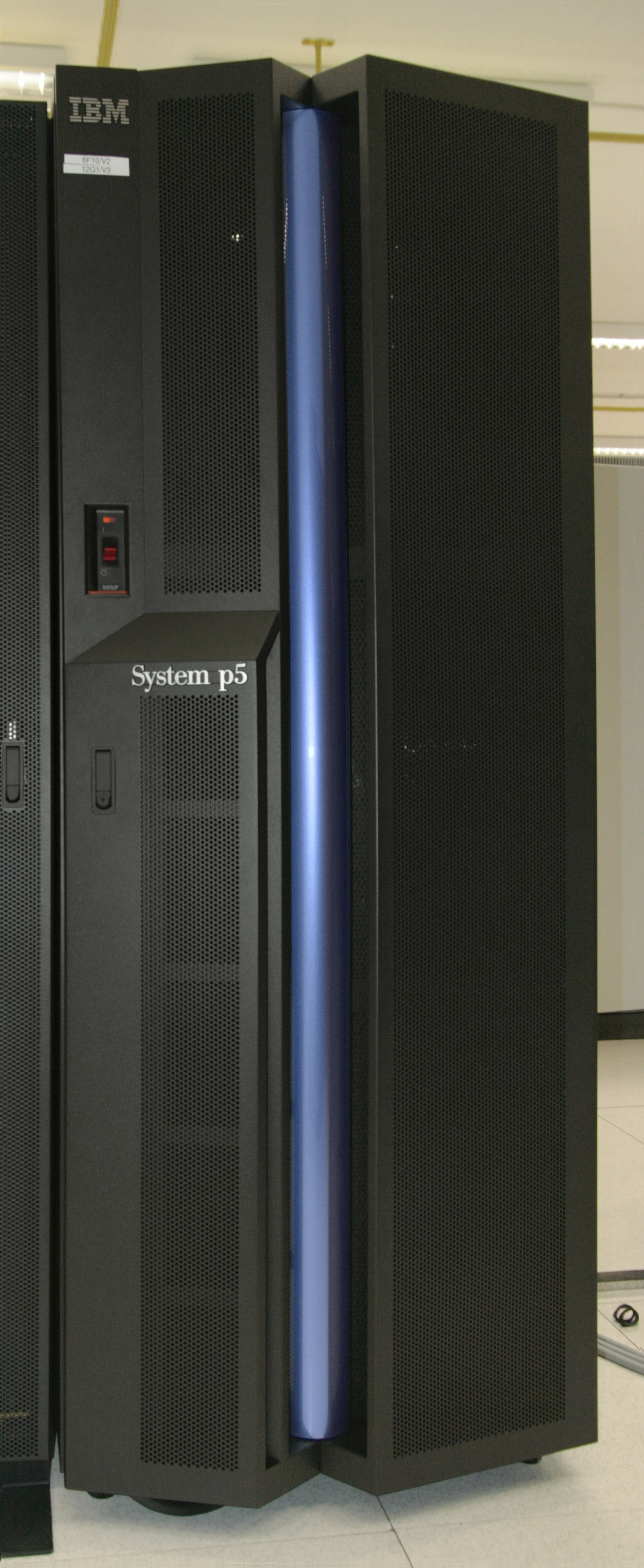
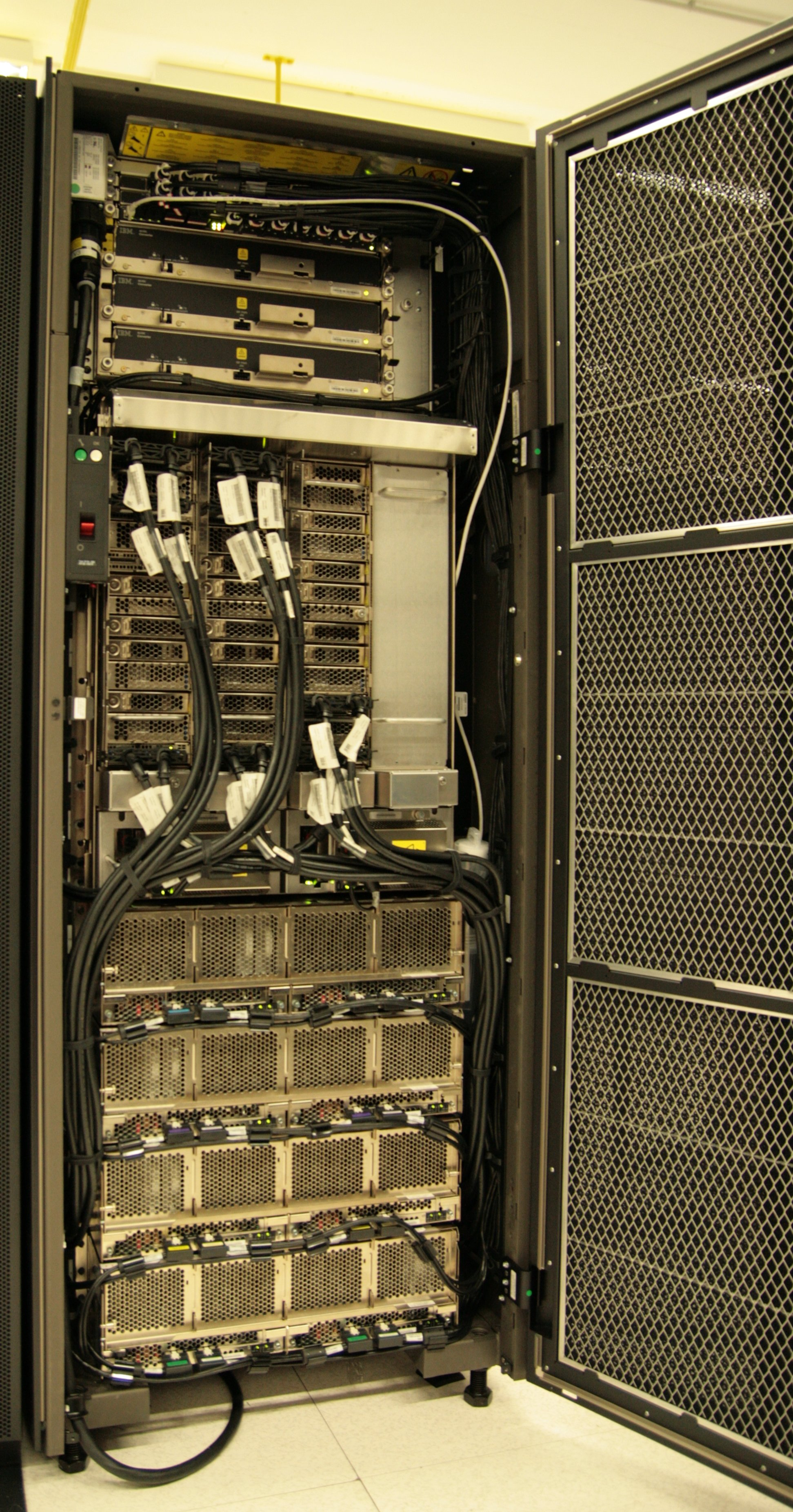